# Coupe Gambardella 1980-1981
Navigation
Édition précédente Édition suivante
La coupe Gambardella 1980-1981 est la 27e édition de l'épreuve organisée par la Fédération française de football et ses ligues régionales. La compétition est ouverte aux équipes de football de jeunes dans la catégorie des 18 ans.

## Poules préliminaires
8 poules de 3 équipes sont constituées. Les premiers de chaque poule se qualifient pour les demi-finales.

## Demi-finales
Les demi-finales se jouent en deux poules de quatre équipes. Les deux équipes finissant premières de chaque poule sont qualifiées pour la finale.

### Poule A
| Équipe 1        | Résultat | Équipe 2        | T.a.b. |
| --------------- | -------- | --------------- | ------ |
| FC Metz         | 2-0      | Calais          |        |
| AJ Auxerre      | 2-1      | Brest Armorique |        |
| Calais          | 2-2      | Brest Armorique |        |
| FC Metz         | 1-0      | AJ Auxerre      |        |
| Brest Armorique | 3-4      | FC Metz         |        |
| AJ Auxerre      | 2-0      | Calais          |        |

| Rang | Équipe          | Pts | J | G | N | P | Bp | Bc | Diff |
| ---- | --------------- | --- | - | - | - | - | -- | -- | ---- |
| 1    | FC Metz         | 6   | 3 | 3 | 0 | 0 | 6  | 3  | +3   |
| 2    | AJ Auxerre      | 4   | 3 | 2 | 0 | 1 | 4  | 1  | +3   |
| 3    | Brest Armorique | 1   | 3 | 0 | 1 | 2 | 5  | 7  | -2   |
| 4    | Calais          | 1   | 3 | 0 | 1 | 2 | 1  | 5  | -4   |

### Poule B
| Équipe 1         | Résultat | Équipe 2         | T.a.b. |
| ---------------- | -------- | ---------------- | ------ |
| OGC Nice         | 5-2      | AS Saint-Etienne |        |
| US Orléans       | 3-0      | Limoges FC       |        |
| US Orléans       | 2-0      | AS Saint-Etienne |        |
| Limoges FC       | 0-3      | OGC Nice         |        |
| OGC Nice         | 7-1      | US Orléans       |        |
| AS Saint-Etienne | 1-4      | Limoges FC       |        |

| Rang | Équipe           | Pts | J | G | N | P | Bp | Bc | Diff |
| ---- | ---------------- | --- | - | - | - | - | -- | -- | ---- |
| 1    | OGC Nice         | 6   | 3 | 3 | 0 | 0 | 15 | 3  | +12  |
| 2    | US Orléans       | 4   | 3 | 2 | 0 | 1 | 6  | 7  | -1   |
| 3    | Limoges FC       | 2   | 3 | 1 | 0 | 2 | 4  | 7  | -3   |
| 4    | AS Saint-Etienne | 0   | 3 | 0 | 0 | 3 | 3  | 11 | -8   |

## Finale
| Équipe 1 | Résultat | Équipe 2 | T.a.b. |
| -------- | -------- | -------- | ------ |
| FC Metz  | 1-0      | OGC Nice |        |

Il s'agit de la première victoire du FC Metz dans l'épreuve.
Feuille de match
| 1980 | FC Metz        | 1-0                                             | OGC Nice | Salon-de-Provence |
| | Morgante (34e) |                                                 |          |                   |
| Wantz - Martial Sesniac, Marasco, Gilbert Fioriti, Becker - Rohr, Luc Sonor, Mougeaux - Denis Mogenot (puis André 78e), Marco Morgante (cap.), Jankowski (puis Tordi 62e) - (entraîneur : ?) | Équipes        | Daniel Bravo, Alain Wathelet - (entraîneur : ?) |          |                   |